# محمد امینی (بازیکن فوتبال)
محمد امینی (زاده ۷ مهر ۱۳۷۴) بازیکن فوتبال اهل ایران است.
وی سابقه بازی در تیم‌های گیتی پسند، مس کرمان، ذوب‌آهن، سرخپوشان پاکدشت، فجرسپاسی، مس رفسنجان و خوشه طلایی را در کارنامه دارد.